# Réserve nationale de faune Qaqulluit
La réserve nationale de faune Qaqulluit (anglais : Qaqulluit National Wildlife Area) est une aire protégée du Canada et l'une des cinq réserves nationales de faune du Nunavut. Elle est située sur la pointe nord de l'île Qaqulluit et protège une importante colonie de fulmar boréal.

## Toponymie
Le nom « Qaqulluit » provient de l'inuktitut et signifie « fulmar ».

## Géographie
Qaqulluit a une superficie de 398,21 km2. De cette superficie, 2,05 km2 sont situés en milieux terrestres et 396,16 km2 situés en milieux marins. La partie terrestre comprend la partie nord de l'île Qaqulluit autour de la région du cap Nuvuttiq. Le cap est composé de falaise allant jusqu'à 430 m de hauteur.
Sur le plan administratif, la réserve est située entièrement dans le territoire non organisé de la région de Qikiqtaaluk. La plus proche communauté, Qikiqtarjuaq, est située à 100 km au Nord-Ouest.
Le cap Nuvuttiq (anciennement le cap Seale) est reconnu comme zone importante pour la conservation des oiseaux.

## Faune
La réserve est surtout connue pour sa colonie de fulmar boréal (Fulmarus glacialis), dont la population de 100 000 couples représente 33 % de la population canadienne. Le goéland bourgmestre (Larus hyperboreus) et le guillemot à miroir (Cepphus grylle) y nichent aussi en petit nombre.
Quant aux mammifères, Qaqulluit est visité par le phoque du Groenland (Pagophilus groenlandicus), le morse (Odobenus rosmarus) et l'ours blanc (Ursus maritimus).